# Notodden
Notoddenⓘ là một thành phố và đô thị ở hạt Telemark, Na Uy.
Notodden đã được tách ra từ Heddal để lập một thành phố và đô thị riêng vào năm 1913. Đô thị nông nghiệp Heddal và Gransherad đã được sáp nhập với Notodden vào ngày 1 tháng 1 năm 1964.
Norsk Hydro được lập trong thị xã này.
Sân bay Notodden, Tuven nằm ở phía tây trung tâm thành phố.
Notodden có lễ hội nhạc Blues hàng năm.

## Những cư dân nổi tiếng

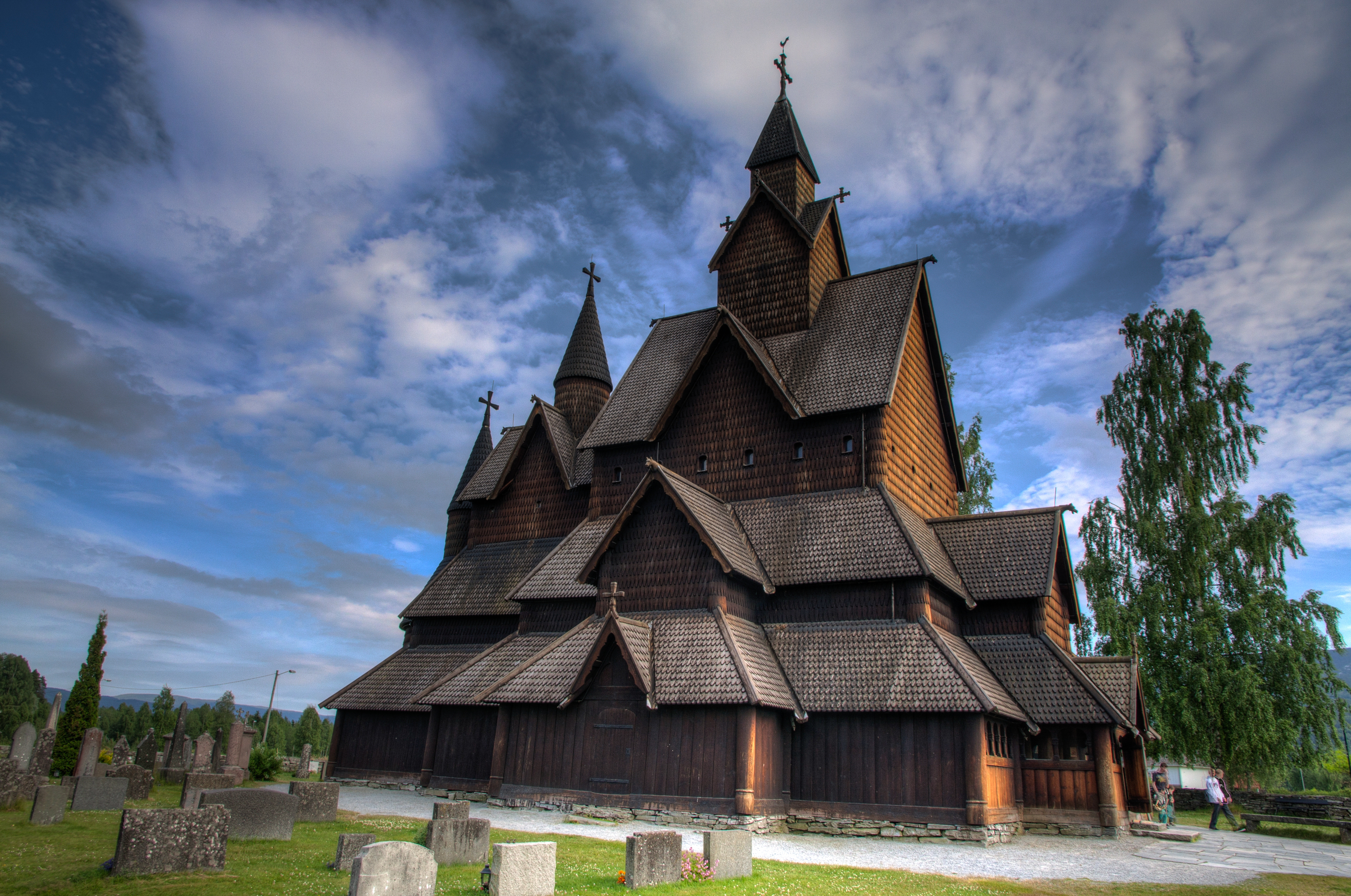
Heddal stavkirke tại Heddal, Notodden, thế kỷ 13, nhà thờ cột và ván gỗ lớn nhất tại Na Uy

Notodden là quê hương hoặc nơi sinh sống của:
- Kåre Nordstoga
- Hans Herbjørnsrud
- Olav Gunnarsson Helland (1875 - 1939)
- Klaus Egge, sinh năm 1906 ở Gransherad và sinh sống ở Notodden.
- Seasick Steve, người Mỹ, nổi tiếng ở Anh quốc, hiện đang sống ở Notodden.
- Ihsahn lãnh tụ vĩ đại của Emperor và Black Metal
- Mortiis, Mind Grinder và Zyklon.